# HD 153201
Désignations
HD 153201 est une étoile Bp de la constellation de l'Autel. Il s'agit d'une étoile chimiquement particulière qui présente une abondance anormale de l'élément du silicium dans son spectre. Il s'agit d'une étoile variable de type Alpha2 Canum Venaticorum. Elle a une étoile compagnon de magnitude 9,86 à une séparation angulaire de 2,30" le long d'un angle de position de 131°.